# 1991年のスポーツ
1991年のスポーツ（1991ねんのスポーツ）では、1991年（平成3年）のスポーツ関連の出来事についてまとめる。

## できごと
- 1月1日 - スポーツ振興基金正式発足
- 1月24日 - 田部井淳子、南極大陸最高峰ビンソンマシフの女性初登頂に成功
- 1月26日 - ユーゴスラビアのモニカ・セレシュ、全豪オープンテニスで最年少17歳、初出場で初優勝。3月11日に史上最年少の世界ランキング1位となり、シュテフィ・グラフの連続記録を「186週」で止める
- 1月27日 - 第2回日本女子サッカーリーグ(JLSL)閉幕　優勝:読売サッカークラブ女子・ベレーザ
- 3月6日 - 日本高等学校野球連盟、1992年度の大会より、朝鮮高級学校の参加を特別措置として認可
- 4月2日 - イタリア・サッカーリーグ、コカイン服用でディエゴ・マラドーナを15ヶ月の出場停止処分
- 4月24日 - 初の南北朝鮮統一チーム、世界卓球選手権に参加
- 5月14日 - 第58代横綱千代の富士貢引退
- 6月15日 - イギリス・バーミンガムで行われたIOC総会で、長野市を1998年冬季オリンピックの開催地に決定
- 6月22日 - 第3回日本女子サッカーリーグ(JLSL)開幕（～1992年2月9日（ただし1試合が2月16日に延期））
- 7月25日 - F1ドライバーの中嶋悟が今シーズン限りでの現役引退を表明
- 8月9日 - 日本相撲協会、9月場所から「待った」と「突っかけ」に対し罰金制度を導入
- 8月23日～9月1日 - 東京・国立霞ヶ丘競技場陸上競技場で第3回世界陸上選手権開催
- 8月26日 - 大相撲の貴花田、最年少関脇に
- 9月13日 - 天理大学ホッケー部、関西学生ホッケーリーグ戦で同志社大学に勝ち、300連勝達成
- 11月1日 - 日本プロサッカーリーグ（Jリーグ）が文部省の認可を受け発足
- 11月16日～30日 - 女子サッカー・第1回FIFA女子世界選手権、中国で開催　優勝:アメリカ
- 12月29日 - 『トーヨコカップ・ジャパン〜グアムヨットレース'92』に参加していた「たか」（リバティ47）が悪天候により遭難、沈没。27日間の漂流の後、同艇のクルーから生存者一名のみ救助される。生存者は翌年、新潮社から手記『たった一人の生還』を出版している。また日本海洋技術専門学校から同レースに参加の「マリンマリン」も同様に遭難、沈没。クルー8名が死亡しており、参加9艇の内、2艇が沈没し14名の死亡者を出すという、日本外洋帆走協会（現在の日本セーリング連盟）史上最悪の惨事となった。

## 総合競技大会
- 第12回世界ろう者冬季競技大会（ カナダ・バンフ・3月2日～9日） - 日本の獲得メダル:なし
- 第15回冬季ユニバーシアード（札幌・3月2日～10日） - 日本の獲得メダル:金14、銀9、銅9
- 第16回夏季ユニバーシアード（ イギリス・シェフィールド・7月14日～27日） - 日本の獲得メダル:金4、銀16、銅8
- 第7回スペシャルオリンピックス夏季世界大会（ アメリカ合衆国・ミネアポリス、セントポール・7月19日～27日）
- 第46回石川国体（冬季スケート・アイスホッケー - 1月27日～30日・長野県、冬季スキー・バイアスロン - 2月17日～20日・新潟県、夏季 - 9月8日～11日・石川県、秋季 - 10月12日～17日・石川県）
天皇杯順位:優勝 石川県、第2位 埼玉県、第3位 大阪府
皇后杯順位:優勝 石川県、第2位 福岡県、第3位 埼玉県

## アイスホッケー
- スタンレーカップ決勝（1990-1991シーズン）
ピッツバーグ・ペンギンズ （4勝2敗） ミネソタ・ノーススターズ

## アメリカンフットボール

### NFL
- AFCチャンピオンシップゲーム（1月17日、リッチ・スタジアム）
バッファロー・ビルズ 51 - 3 オークランド・レイダース
- NFCチャンピオンシップゲーム（1月17日、キャンドルスティック・パーク）
ニューヨーク・ジャイアンツ 15 - 13 サンフランシスコ・49ers
- 第25回スーパーボウル（1月27日、フロリダ州タンパ・スタジアム）
ニューヨーク・ジャイアンツ(NFC、4年ぶり2回目)　20-19　バッファロー・ビルズ(AFC)

### 日本の大会
- 第44回ライスボウル（1月3日、国立霞ヶ丘競技場陸上競技場）
日本大学フェニックス(学生代表) 35-13 松下電工インパルス(社会人代表)
- 第46回毎日甲子園ボウル(12月15日、兵庫県西宮市・阪神甲子園球場）
関西学院大学ファイターズ(関西学生代表) 25-20 専修大学グリーンマシーン(関東学生代表)
- 第5回東京スーパーボウル (12月11日、東京都文京区・東京ドーム）
オンワードオークス 49-10 サンスターファイニーズ

## 大相撲
- 一月場所（両国国技館・13日～27日）
幕内最高優勝 : 霧島一博（14勝1敗,初）
十両優勝 : 両国梶之助（12勝3敗）
- 三月場所（大阪府立体育会館・10日～24日）
幕内最高優勝 : 北勝海信芳（13勝2敗,8回目）
十両優勝 : 旭豪山和泰（11勝4敗）
- 五月場所（両国国技館・12日～26日）
幕内最高優勝 : 旭富士正也（14勝1敗,4回目）
十両優勝 : 大翔鳳昌巳（11勝4敗）
- 七月場所（愛知県体育館・7日～21日）
幕内最高優勝 : 琴富士孝也（14勝1敗,初）
十両優勝 : 武蔵丸光洋（11勝4敗）
- 九月場所（両国国技館・8日～22日）
幕内最高優勝 : 琴錦功宗（13勝2敗,初）
十両優勝 : 大善徳夫（12勝3敗）
- 十一月場所（福岡国際センター・10日～24日）
幕内最高優勝 : 小錦八十吉（13勝2敗,2回目）
十両優勝 : 大岳宗正（10勝5敗）
- 年間最優秀力士賞：小錦八十吉（59勝17敗14休）
- 年間最多勝：霧島一博（62勝18敗）

## 競馬

### 日本のGI競走
中央競馬
- 桜花賞（京都・4月7日） 優勝：シスタートウショウ、騎手：角田晃一
- 皐月賞（中山・4月14日） 優勝：トウカイテイオー、騎手：安田隆行
- 天皇賞（春）（京都・4月28日） 優勝：メジロマックイーン、騎手：武豊
- 安田記念（東京・5月12日) 優勝：ダイイチルビー 騎手：河内洋
- 優駿牝馬（オークス）（東京・5月19日)  優勝：イソノルーブル、騎手：松永幹夫
- 東京優駿（日本ダービー）（東京・5月26日) 優勝：トウカイテイオー、騎手：安田隆行
- 宝塚記念（京都・6月9日) 優勝：メジロライアン、 騎手：横山典弘
- 天皇賞（秋）（東京・10月27日） 優勝：プレクラスニー、騎手：江田照男
- 菊花賞（京都・11月3日） 優勝：レオダーバン、騎手：岡部幸雄
- エリザベス女王杯（京都・11月10日） 優勝：リンデンリリー、騎手：岡潤一郎
- マイルチャンピオンシップ（京都・11月17日） 優勝：ダイタクヘリオス、騎手：岸滋彦
- ジャパンカップ（東京・11月24日） 優勝：ゴールデンフェザント、騎手：ゲイリー・スティーヴンス
- 阪神3歳牝馬ステークス（阪神・12月1日） 優勝：ニシノフラワー、騎手：佐藤正雄
- 朝日杯3歳ステークス（中山・12月8日） 優勝：ミホノブルボン、騎手：小島貞博
- スプリンターズステークス（中山・12月15日） 優勝：ダイイチルビー、騎手：河内洋
- 有馬記念（中山・12月22日） 優勝：ダイユウサク、騎手：熊沢重文

### JRA賞
- 年度代表馬・最優秀4歳以上牡馬・最優秀父内国産馬　トウカイテイオー
- 最優秀3歳牡馬　ミホノブルボン
- 最優秀3歳牝馬　ニシノフラワー
- 最優秀4歳牝馬　シスタートウショウ
- 最優秀5歳牡馬　メジロマックイーン
- 最優秀5歳以上牝馬・最優秀短距離馬　ダイイチルビー
- 最優秀ダートホース　ナリタハヤブサ
- 最優秀障害馬　シンボリクリエンス
- 最優秀アラブ　アフェクトダンサー
- 騎手大賞・最多勝利騎手・最高勝率騎手・最多賞金獲得騎手　岡部幸雄

## ゴルフ
男子プロ
- マスターズ・トーナメント – イアン・ウーズナム
- 全米オープン – ペイン・スチュワート
- 全英オープン – イアン・ベーカーフィンチ
- 全米プロゴルフ選手権 – ジョン・デーリー
- PGAツアー 賞金王 – コリー・ペイビン – $979,430
- シニアPGAツアー 賞金王 – マイク・ヒル（英語版） – $1,065,657
- ライダーカップ – アメリカが14½ – 13½で欧州を下した。
- 日本ツアー賞金王：尾崎直道

男子アマチュア
- 全英アマ – Gary Wolstenholme
- 全米アマ – Mitch Voges
- 欧州アマチュア（英語版） – ジム・ペイン
- 全米ジュニアアマチュア、タイガー・ウッズがUSGA主催選手権のタイトルを初めて獲得。

女子プロ
- ナビスコ・ダイナ・ショア – エイミー・オルコット
- 全米女子プロゴルフ選手権 – メグ・マローン
- 全米女子オープン – メグ・マローン
- デュ・モーリエクラシック – ナンシー・スクラントン（英語版）
- LPGA Tour賞金女王 – パット・ブラッドリー – $763,118
- 日本ツアー賞金女王：涂阿玉

## サッカー
- 第70回天皇杯全日本サッカー選手権大会決勝
松下電器産業 0-0 (PK 4-3) 日産自動車
- 日本サッカーリーグ
  - 1部（1990-1991シーズン）優勝:読売クラブ
  - 2部優勝:フジタ
- 第2回日本女子サッカーリーグ(JLSL)
  - 優勝:読売サッカークラブ女子・ベレーザ
- 第12回全日本女子サッカー選手権大会
  - 優勝:日興證券ドリームレディース

## テニス

### グランドスラム
- 全豪オープン　男子単優勝：ボリス・ベッカー（ドイツ）、女子単優勝：モニカ・セレシュ（ユーゴスラビア）
- 全仏オープン　男子単優勝：ジム・クーリエ（アメリカ）、女子単優勝：モニカ・セレシュ（ユーゴスラビア）
- ウィンブルドン　男子単優勝：ミヒャエル・シュティヒ（ドイツ）、女子単優勝：シュテフィ・グラフ（ドイツ）
- 全米オープン　男子単優勝：ステファン・エドベリ（スウェーデン）、女子単優勝：モニカ・セレシュ（ユーゴスラビア）

セレシュが年間3冠を獲得し、全盛期を迎える。ウィンブルドン選手権の男子決勝で、シュティヒとベッカーによる「ドイツ対決」が実現した。

## バスケットボール
- 第53回全米大学選手権 – デュークが72–65でカンザスを下し優勝
- UNLVのラリー・ジョンソンがネイスミス全米大学最優秀選手賞受賞。

## プロレス
- プロレス大賞MVP:ジャンボ鶴田（全日本プロレス）
- G1クライマックス（新日本プロレス）優勝：蝶野正洋（初優勝）
新日本プロレスで「G1クライマックス」が初開催される。
- 世界最強タッグ決定リーグ戦（全日本プロレス） 優勝：テリー・ゴディ&スティーブ・ウイリアムス「殺人魚雷コンビ」組　2連覇

## モータースポーツ

### 世界
- F1世界選手権　
  - ドライバーズ:アイルトン・セナ
  - コンストラクターズ:マクラーレン・ホンダ
- 世界ラリー選手権（WRC）
  - ドライバーズ:ユハ・カンクネン
  - メイクス:ランチャ
- スポーツカー世界選手権（SWC）
  - ドライバーズ:テオ・ファビ
  - チームズ:シルクカット・ジャガー
- ル・マン24時間レース
  - 優勝車:マツダ・787B
  - 優勝ドライバー:フォルカー・バイドラー/ジョニー・ハーバート/ベルトラン・ガショー
- ロードレース世界選手権（WGP）
  - 500ccクラス：ウェイン・レイニー（ヤマハ）
  - 250ccクラス：ルカ・カダローラ（ホンダ）
  - 125ccクラス：ロリス・カピロッシ（ホンダ）

### 日本
- 全日本F3000選手権　片山右京
- 全日本スポーツプロトタイプカー耐久選手権　星野一義
- 全日本ツーリングカー選手権　長谷見昌弘

## 誕生

### 1月
- 1月2日 - ダビデ・サントン（イタリア、サッカー）
- 1月3日 - イ・ヨンジュン (韓国、アイスホッケー)
- 1月7日 - キャスター・セメンヤ（南アフリカ、陸上競技）
- 1月7日 - エデン・アザール（ベルギー、サッカー）
- 1月14日 - 市川華菜（愛知県、陸上競技）
- 1月20日 - ポロナ・ヘルツォグ（スロベニア、テニス）
- 1月29日 - 鈴木聡美（福岡県、水泳）

### 2月
- 2月18日 - ヘンリー・サーティース（イギリス、モータースポーツ +2009年）

### 3月
- 3月6日 - アン・ジンフィ (韓国、アイスホッケー)
- 3月16日 - 田口泰士（沖縄県、サッカー）
- 3月18日 - ティヤナ・マレセビッチ（セルビア、バレーボール）
- 3月28日 - 黒木優子（福岡県、ボクシング）

### 4月
- 4月11日 - 松平健太（石川県、卓球）
- 4月12日 - 菊池大介（神奈川県、サッカー）
- 4月15日 - ハビエル・フェルナンデス（スペイン、フィギュアスケート）
- 4月17日 - 今村猛（長崎県、野球）
- 4月20日 - 新竹優子（大阪府、体操）
- 4月27日 - ララ・グート（スイス、アルペンスキー）
- 4月29日 - 土居美咲（千葉県、テニス）

### 5月
- 5月9日 - 原口元気（埼玉県、サッカー）
- 5月16日 - アシュリー・ワグナー（アメリカ、フィギュアスケート）
- 5月16日 - グリゴル・ディミトロフ（ブルガリア、テニス）
- 5月23日 - 大迫傑（東京都、陸上競技）
- 5月24日 - 角舘信恒（東京都、アイスホッケー）
- 5月25日 - 高木俊幸（神奈川県、サッカー）

### 6月
- 6月11日 - 渡嘉敷来夢（埼玉県、バスケットボール）
- 6月17日 - 菊池雄星（岩手県、野球）
- 6月21日 - 伊藤沙月（宮崎県、ボクシング）
- 6月29日 - RENA（大阪府、シュートボクシング）

### 7月
- 7月3日 - アナスタシア・パブリュチェンコワ（ロシア、テニス）
- 7月5日 - イ・ヒョンスン (韓国、アイスホッケー)
- 7月12日 - 亀田和毅（大阪府、ボクシング）
- 7月16日 - 木下稜介（奈良県、ゴルフ）

### 8月
- 8月3日 - 川中香緖里（鳥取県、アーチェリー）
- 8月6日 - 焦劉洋（中国、水泳）
- 8月17日 - 堂林翔太（愛知県、野球）
- 8月18日 - 田中琴乃（大分県、新体操）
- 8月22日 - フェデリコ・マケダ（イタリア、サッカー）

### 9月
- 9月9日 - ニック・マクローリー（アメリカ、飛び込み）
- 9月17日 - 石川遼（埼玉県、ゴルフ）
- 9月23日 - メラニー・ウダン（アメリカ、テニス）
- 9月27日 - シモナ・ハレプ（ルーマニア、テニス）
- 9月30日 - 遠藤由華（新潟県、新体操）

### 10月
- 10月5日 - 扇原貴宏（大阪府、サッカー）
- 10月22日 - 黒須成美（茨城県、近代五種）

### 11月
- 11月1日 - 元砂勇雪（大阪府、自転車競技）
- 11月16日 - 西山雄希（広島県、柔道）
- 11月26日 - 筒香嘉智（和歌山県、野球）
- 11月26日 - 塩浦慎理（神奈川県、水泳）

### 12月
- 12月1日 - 孫楊（中国、水泳）
- 12月5日 - 岡田俊哉（和歌山県、野球）
- 12月5日 - 澤口誠（岩手県、バスケットボール）
- 12月18日 - バク・ジンギュ (韓国、アイスホッケー)
- 12月27日 - 浅田梨紗（兵庫県、飛び込み）
- 12月30日 - 奈良くるみ（兵庫県、テニス）
- 12月30日 - ディーン元気（兵庫県、陸上競技）
- 12月31日 - ボヤナ・ヨバノフスキ（セルビア、テニス）
- 12月31日 - カミラ・ジョルジ（イタリア、テニス）

## 死去
- 1月19日 - ロイ・ウェザリー（アメリカ、野球、*1915年）
- 1月28日 - レッド・グレーンジ（アメリカ、アメリカンフットボール、*1903年）
- 1月21日 - 桑田武（神奈川県、野球、*1937年）
- 4月20日 - 海老原博幸（埼玉県、ボクシング、*1940年）
- 4月26日 - ラルス・ハル（スウェーデン、近代五種競技、*1927年）
- 5月14日 - アラダール・ゲレビッチ（ハンガリー、フェンシング、*1910年）
- 7月27日 - ピエール・ブリュネ（フランス、フィギュアスケート、*1902年）
- 8月5日 - ポール・ブラウン（アメリカ、アメリカンフットボール、*1908年）
- 8月22日 - 久保田金造（北海道、競馬、*1916年）
- 9月10日 - ジャック・クロフォード（オーストラリア、テニス、*1908年）
- 10月7日 - レオ・ドローチャー（アメリカ、野球、*1905年）
- 10月10日 - 長谷川恒男（神奈川県、登山家、*1947年）
- 11月17日 - エイドリアン・クイスト（オーストラリア、テニス、*1913年）
- 12月1日 - パトリック・オキャラハン（アイルランド、陸上競技、*1906年）